# Polyrhachis semiobscura
Polyrhachis semiobscura é uma espécie de formiga do gênero Polyrhachis, pertencente à subfamília Formicinae.